# Dolina Środkowej Noteci i Kanału Bydgoskiego

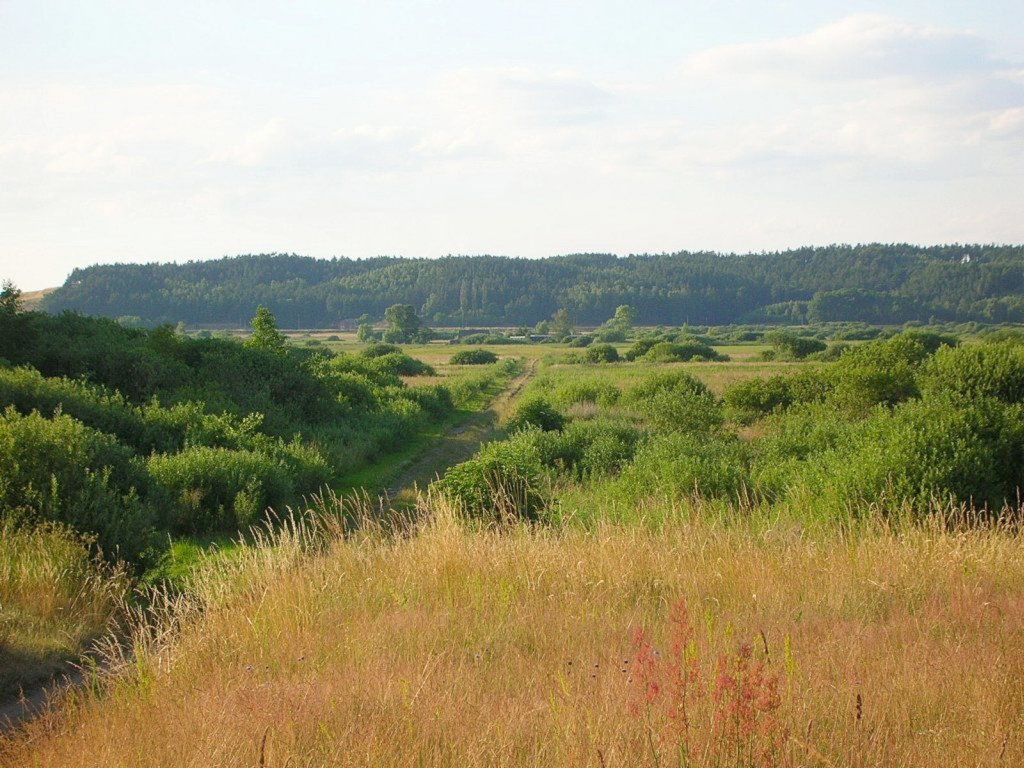
Dolina Kanału Bydgoskiego pod Łochowem

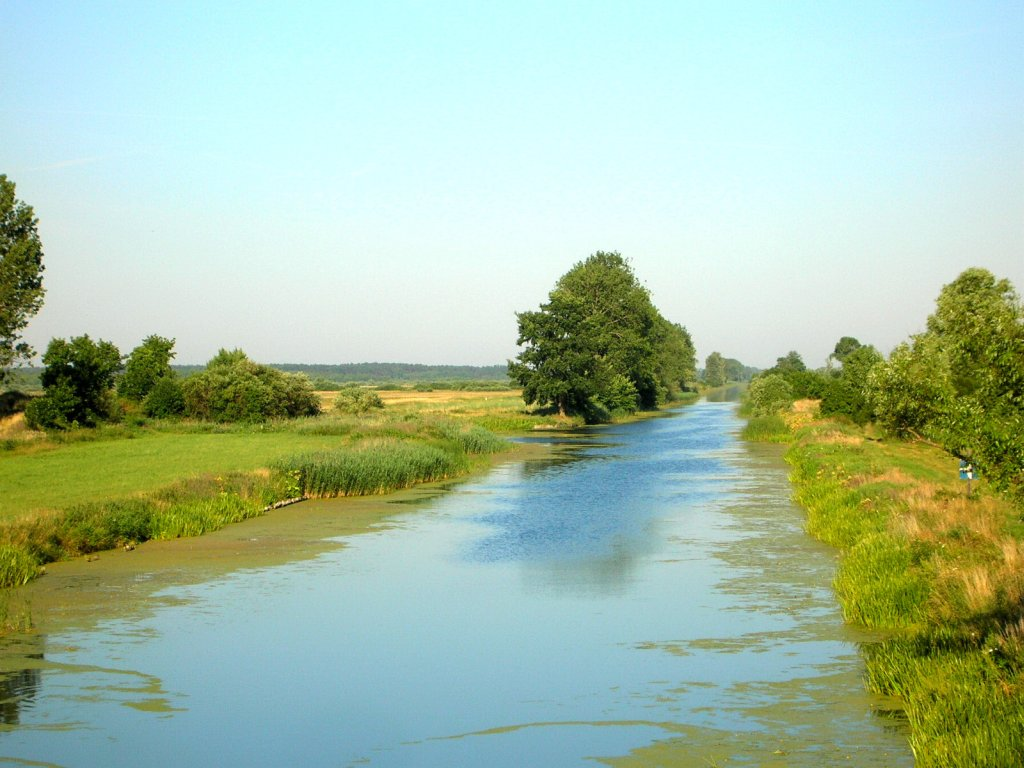
Kanał Bydgoski

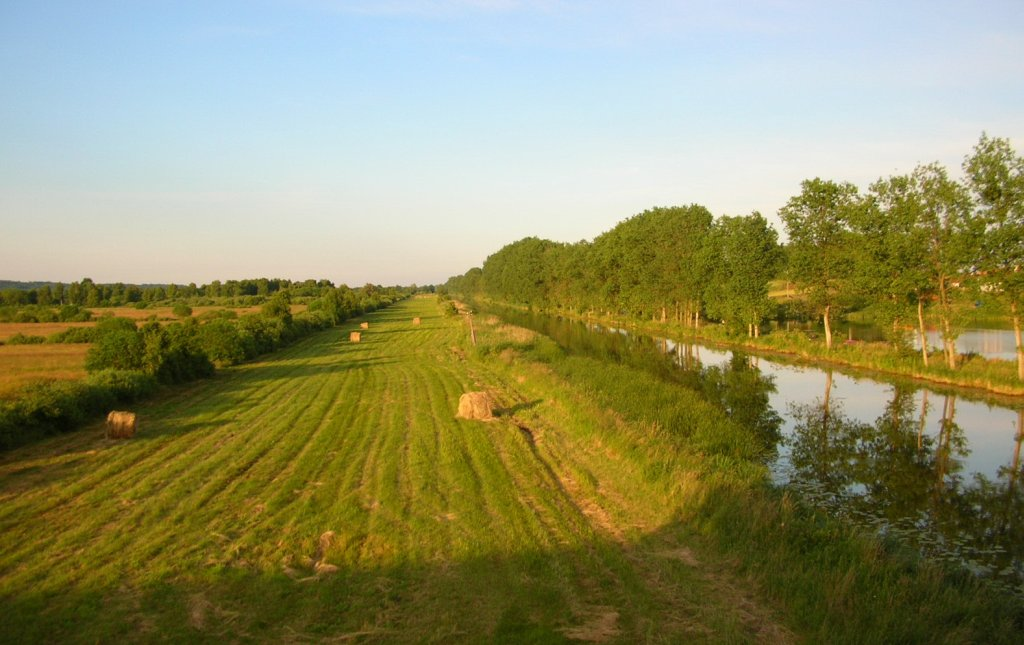
Dolina w pobliżu Potulic

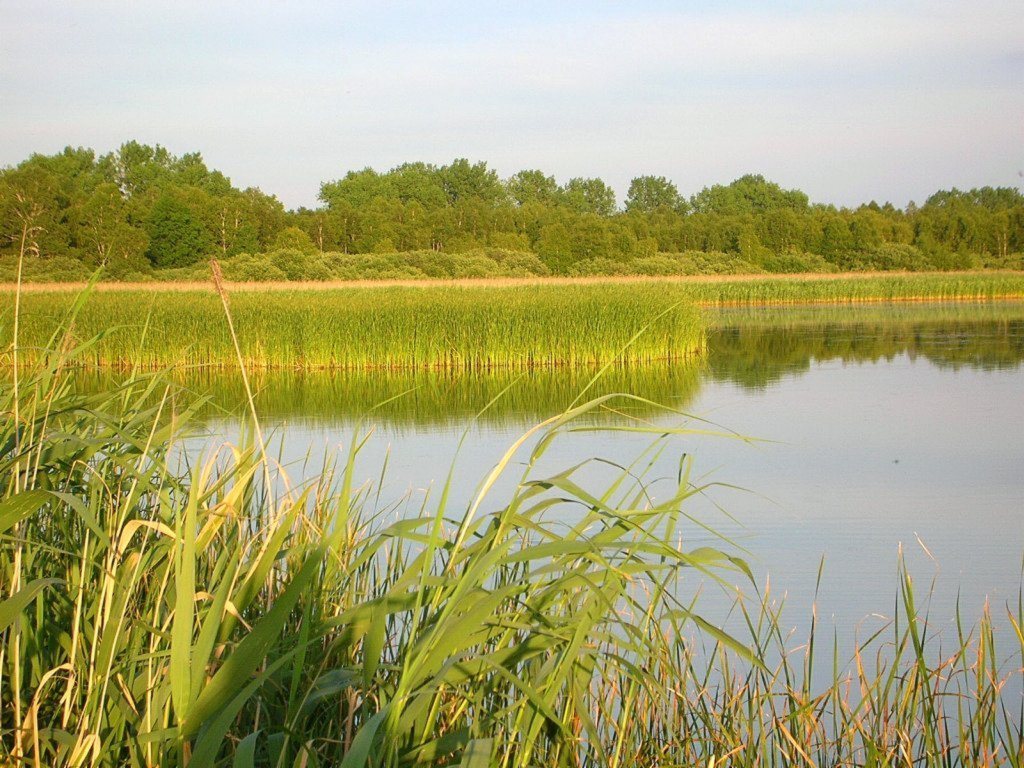
Staw Kardynalski – ostoja ptaków o randze europejskiej

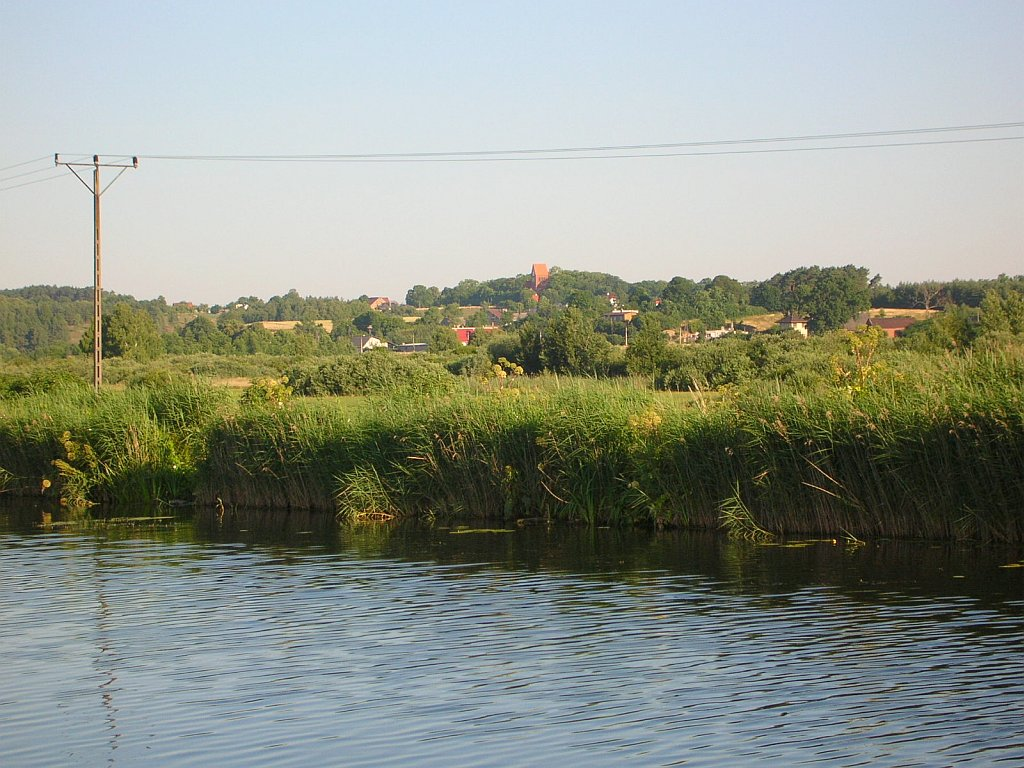
W Pradolinie Toruńsko-Eberswaldzkiej

Dolina Środkowej Noteci i Kanału Bydgoskiego (kod obszaru PLB300001) – obszar chroniony programem Natura 2000 w województwie kujawsko-pomorskim i wielkopolskim o powierzchni 32 672,06 ha.
Obszar ten w lipcu 2004 r. został zaliczony do wykazu Obszarów specjalnej ochrony ptaków (OSO) na podstawie Dyrektywy 79/409/EWG o ochronie dziko żyjących ptaków (tzw. Dyrektywy ptasiej).

## Lokalizacja
Dolina Środkowej Noteci i Kanału Bydgoskiego obejmuje dno Pradoliny Toruńsko-Eberswaldzkiej, począwszy od zachodnich przedmieść Bydgoszczy (Prądy) na wschodzie, po miasto Ujście na zachodzie.
Jest położona na terenie dwóch województw i sześciu powiatów: pilskiego, chodzieskiego, wągrowieckiego, nakielskiego, bydgoskiego i miasta Bydgoszczy.
Gminy, w obrębie których znajduje się Dolina Środkowej Noteci i Kanału Bydgoskiego:
| Nazwa                       | Powierzchnia ha] |
| Gmina Chodzież              | 4240,9           |
| Gmina Szamocin              | 5460,3           |
| Gmina Białośliwie           | 2182,9           |
| Gmina Szamocin              | 5460,3           |
| Gmina Kaczory               | 2163,0           |
| Gmina Miasteczko Krajeńskie | 2017,0           |
| Miasto Ujście               | 13,8             |
| Gmina Ujście                | 1047,6           |
| Gmina Wyrzysk               | 3541,6           |
| Gmina Gołańcz               | 526,6            |
| Gmina Sadki                 | 3312,7           |
| Gmina Kcynia                | 2366,1           |
| Gmina Nakło nad Notecią     | 3875,2           |
| Miasto Nakło nad Notecią    | 122,0            |
| Gmina Szubin                | 6,2              |
| Gmina Sicienko              | 1135,4           |
| Gmina Białe Błota           | 346,5            |
| Miasto Bydgoszcz            | 51,0             |

## Ogólna charakterystyka obszaru
Chroniony obszar obejmuje pradolinę rzeczną o zmiennej szerokości od 2 do 8 km, która ma przebieg równoleżnikowy.
Od północy graniczy z wysoczyzną Pojezierza Krajeńskiego. Maksymalne deniwelacje pomiędzy dnem doliny a skrajem wysoczyzny dochodzą do 140 m, lecz zwykle wynoszą 40–50 m. Dno pradoliny posiada rzędną 52–54 m n.p.m., podczas gdy pagóry moren czołowych, na jej krawędzi dochodzą miejscami do wysokości 190 m n.p.m. (Góry Rzadkowskie 187 m n.p.m., Dębowa Góra 193 m n.p.m.). Są to deniwelacje, należące do największych na Niżu Polskim.
Od południa pradolina jest ograniczona piaszczystym Tarasem Szamocińskim, zajętym w znacznej mierze przez lasy, stykającym się z krawędzią Pojezierza Chodzieskiego. Znaczne części pradoliny zostały zmeliorowane i prowadzona jest na nich gospodarka łąkowa. W kilku miejscach w dnie pradoliny założono stawy rybne, w których prowadzona jest intensywna hodowla ryb – stawy Antoniny, Smogulec, Ostrówek, Występ i Ślesin. Zachodnia część obszaru chronionego jest obecnie doliną Noteci. Część wschodnia jest doliną żeglownego Kanału Bydgoskiego, wybudowanego w 1774 r., łączącego dorzecza Odry i Wisły.
Wśród siedlisk na obszarze doliny, największy udział posiadają łąki i pastwiska – 83%, zaś znacznie mniejszy: zbiorniki wodne (5%), grunty orne (4%), lasy liściaste (4%), iglaste (2%) oraz inne obszary (2%).
Nad Doliną Środkowej Noteci i Kanału Bydgoskiego nadzór sprawuje Dyrektor Zespołu Parków Krajobrazowych Województwa Wielkopolskiego.

## Formy ochrony przyrody
Na terenie doliny występują dwa obszary chronionego krajobrazu:
- Obszar Chronionego Krajobrazu Dolina Noteci – obejmuje 64,4% powierzchni doliny
- Nadnotecki Obszar Chronionego Krajobrazu – obejmuje 5,2% powierzchni doliny

oraz 3 rezerwaty przyrody:
- rezerwat przyrody Borek
- rezerwat przyrody Łąki Ślesińskie
- rezerwat przyrody Kruszyn

W sieci European Ecological Network, Pradolina Toruńsko-Eberswaldzka stanowi korytarz ekologiczny o znaczeniu międzynarodowym.

## Wartość przyrodnicza
W obrębie Doliny znajdują się dwie ostoje ptaków o randze europejskiej:
- E37 (Stawy Ostrówek i Smogulec),
- E38 (Stawy Ślesin i Występ).

Na chronionym obszarze występuje co najmniej 18 gatunków ptaków z Załącznika I Dyrektywy Ptasiej oraz 8 gatunków z Polskiej Czerwonej Księgi. W okresie lęgowym obszar zasiedla około 10% populacji krajowej podróżniczka oraz co najmniej 1% populacji krajowej: bielika i kani czarnej. W stosunkowo wysokiej liczebności występują również kania ruda i błotniak stawowy. Natomiast w okresie wędrówek występuje co najmniej 1% populacji krajowej szlaku wędrówkowego łabędzia czarnodziobego oraz siewki złotej.